# Коналл Коел мак Маеле Коба
Коналл Коел мак Маеле Коба — (ірл. — Conall Cóel mac Máele Coba) — верховний король Ірландії. Імовірний час правління: 640—654 роки. Син Маела Коба мак Аедо (ірл. — Máel Coba mac Áedo). Співправитель свого брата — Келлаха мак Маеле Коба (ірл. — Cellach mac Máele Coba).
Прийшов до влади після смерті свого дядька Домналла мак Аедо (ірл. — Domnall mac Áedo), що відбулась у 640 або у 642 році. Літопис «Хроніки Ольстера» датує цю подію 643 роком. У цих же хроніках висловлюються сумніви, хто був верховним королем Ірландії після Домналла мак Аедо. Загалом серед істоків панують сумніви, хто був реальним верховним королом у той час: Келлах мак Маеле Коба, чи Коналл Каел мак Маеле Коба, чи Діармайт мак Аедо Слайне, чи Блатмак мак Аедо Слайне. Всі четверо були союзниками Домналла у битві на рівнині Маг Рох (ірл. — Mag Roth) у 637 році, де прибічники роду Конгал Каех (ірл. — Congal Cáech) зазнали поразки і влада північних О'Нейлів відновилася. Сумнівно, що всі четверо були при владі після смерті Домналла. Слід зазначити, що і Келлах і Коналл не вказуються у списках верховних королів Ірландії, що були складені в кінці VII століття. Коналл Коел мак Маеле Коба згадується як командуючий військом Домналла у битві під Сайлтір (ірл. — Sailtír) — морській битві, в якій перемогли рід Кенел н-Еогайн (ірл. — Cenél nEógain) та королівство Дал Ріата (ірл. — Dál Riata) в той же день, що і відбулась битва на рівнині Маг Рох (ірл. — Mag Roth) у 637 році.
Його кузен Енгус мак Домнайлл (ірл. — Óengus mac Domnaill) намагався захопити владу верховних королів, але був розгромлений і вбитий у битві під Дун Кремхайн (ірл. — Dún Cremthainn) у 650 році.
Різні джерела вказують, що Коналл Коел мак Маеле Коба був убитий Діармайтом (ірл. — Diarmait) у 654 році.